# Takanori Hatakeyama
Takanori Hatakeyama (jap. 畑山 隆則, Hatakeyama Takanori; * 28. Juli 1975 in Aomori, Japan) ist ein ehemaliger japanischer Boxer und Normalausleger. Am 5. September 1998 wurde er im Superfedergewicht Weltmeister der World Boxing Association und hielt diesen Gürtel bis zum 27. Juni 1999. Zudem wurde er am 11. Juni 2000 auch WBA-Weltmeister im Leichtgewicht. Diesen Titel trug er bis 1. Juli 2001.